# Medalha Emil Kirschbaum
A Medalha Emil Kirschbaum (em alemão:  Emil Kirschbaum-Medaille) é uma medalha de mérito concedida por conquistas em engenharia de processos térmicos. É uma homenagem a Emil Kirschbaum, fundador da engenharia de processos térmicos, visto como uma disciplina separada em função de seu trabalho.
A medalha é concedida pelo menos a cada três anos pela ProcessNet, um projeto conjunto da DECHEMA e a Verein Deutscher Ingenieure (departamento VDI-Gesellschaft Verfahrenstechnik und Chemieingenieurwesen), para pessoas que trouxeram novos e essenciais conhecimentos em engenharia de processos térmicos. Da mesma forma, a aplicação da pesquisa na prática industrial deve ser promovida, em particular no caso de processos para scale-up.

## Recipientes
- 1991 Helmut Knapp, Berlim
- 1994 Alfons Mersmann, Munique
- 1997 Karl Stephan, Stuttgart
- 2000 Ulfert Onken, Dortmund
- 2003 Johann Stichlmair, Munique
- 2006 Ralf Goedecke, Rodenbach
- 2009 Gerd Maurer, Kaiserslautern
- 2012 Jürgen Gmehling, Oldenburg
- 2014 Andrzej Górak, Dortmund
- 2016 Andreas Seidel-Morgenstern, Magdeburgo
- 2018 Wolfgang Arlt, Erlangen
- 2021 Hans-Jörg Bart, Kaiserslautern[1]